# Neudorf (bei Pechern)
Neudorf (auch Neudorf bei Pechern genannt), obersorbisch Nowa Wjes, ist eine aufgegebene Siedlung im Gemeindegebiet von Krauschwitz im Landkreis Görlitz in Sachsen. In seiner fast 400-jährigen Geschichte gehörte das eigentlich schlesische Dorf an der Grenze zur Oberlausitz zum schlesischen Fürstentum Sagan, war die meiste Zeit jedoch an die oberlausitzische Standesherrschaft Muskau verlehnt, weshalb es manchmal auch zur Oberlausitz gezählt wird.

## Geographie

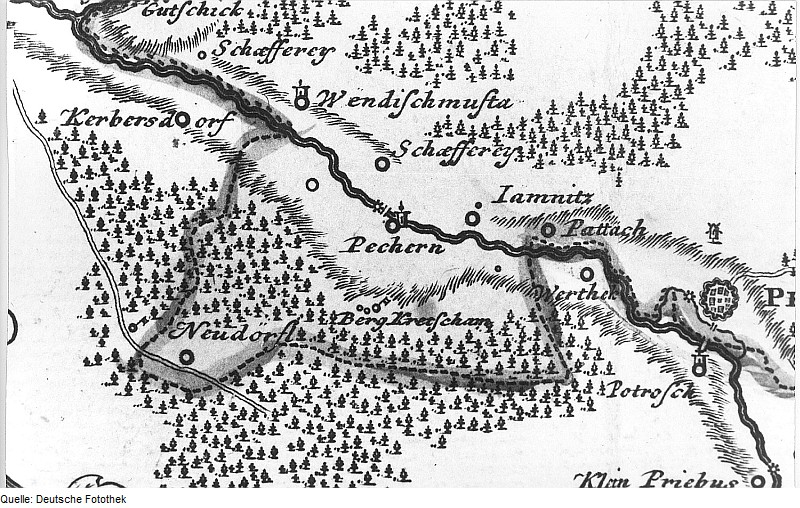
Verlauf der Grenze zwischen Oberlausitz und Schlesien bei Neudorf (1736)

Neudorf lag westlich von Pechern in der Pecherner Heide, die heute zum Naturraum Muskauer Heide gehört. Von den 2284 Morgen der Gemarkung entfielen (Stand 1873) 2254 Morgen auf Wald- und 30 Morgen auf Ackerflächen.
Umliegende Ortschaften sind Haide und Weißkeißel im Westen, Keula und Sagar im Nordwesten und Skerbersdorf im Nordosten. Das ebenfalls gewüstete Dorf Brand lag zwischen Haide und Neudorf.

## Geschichte
Neudorf wurde 1545 gegründet. Noch 1553 war Neudorf ein nicht verlehntes Amtsdorf von Priebus, erst später wurde das Dorf ein Lehngut des Fürstentums Sagan.
Anfang des 17. Jahrhunderts kam Neudorf an die Herrschaft Muskau. Robert Pohl gab einen Tausch gegen einen Anteil von Groß Särchen im Jahr 1602 zwischen dem Muskauer Burggrafen Wilhelm zu Dohna und Heinrich Anshelm von Promnitz an, während Willi A. Boelcke den Besitzwechsel in das Jahr 1614 einordnet, als Hans von Rakel das Rittergut Pechern an Carl Christoph zu Dohna auf Muskau verkaufte. Nach Carl Christophs Tod im Jahr 1525 blieb Neudorf der Muskauer Herrschaft erhalten, Pechern hingegen fiel an das Fürstentum Sagan zurück. In einem länger währenden Streit zog die saganische Herrschaft 1689 die an Muskau verlehnten Güter, darunter auch Neudorf, wieder ein, jedoch erfolgte die Umsetzung des Urteils erst 1723. Die Muskauer Standesherren gingen noch einige weitere Jahrzehnte gerichtlich dagegen vor, bevor sie das Lehn zurückerhielten.
Nach dem Siebenjährigen Krieg (1756–1763) waren die Einwohner so arm, dass sie die verhältnismäßig niedrigen Erbkaufgelder zu der ab 1765 ermöglichten Umwandlung der Laßnahrungen in erblichen Besitz mehrheitlich nicht aufbringen konnten.
Hermann von Pückler-Muskau wollte 1815 zur Steigerung der Einnahmen und besseren Verwertung des Waldbestandes eine Glashütte bauen, für die als Standort auch das im vorherigen Jahrhundert errichtete Vorwerk Neudorf in Frage kam, letztlich jedoch das in Jämlitz gewählt wurde.
Als saganisches Lehndorf gehörte Neudorf wie auch Pechern zum Kreis Sagan. Der Gutsbezirk Neudorf b. Pechern wurde 1929, die Gemeinde Pechern erst 1932 bei der Auflösung des Saganer Kreises in den Kreis Rothenburg (Ob. Laus.) umgegliedert. Bis dahin waren die beiden Orte die einzigen des Kreises Sagan, die westlich der Lausitzer Neiße lagen.
Im zwanzigsten Jahrhundert wurde das Dorf Neudorf gegen Ende der dreißiger Jahre aufgegeben. Die Försterei Neudorf, die zeitweilig Sitz der Oberförsterei Skerbersdorf war, blieb erhalten.

### Bevölkerungsentwicklung
Im Jahr 1553, acht Jahre nach der Ortsgründung, lebten in Neudorf 13 Bauernfamilien. Mitte des 18. Jahrhunderts war der Ort verwüstet, 1782 gab es drei Gärtnernahrungen, die von Waldarbeiterfamilien bewohnt waren. Ihre Einwohnerzahl wurde mit 15 beziffert.

### Ortsname
Urkundliche Erwähnungen des Namens sind unter anderem Newdorfflein (1558), Neundorff (1568) und Neudorff (1732). In Weigels Beschreibung des souverainen Herzogthums Schlesien wurde der Ort 1802 Neudörfel genannt, und auch der sorbische Name wurde 1885 mit Nowa Wjeska in dieser Entsprechung angegeben. Das Historische Ortsverzeichnis von Sachsen nennt Nowa Wjes als sorbischen Ortsnamen, was eine Entsprechung von Neudorf ist.